# 愛知県森林公園
愛知県森林公園（あいちけんしんりんこうえん）は、愛知県尾張旭市と同県名古屋市守山区にまたがる愛知県立のレクレーション施設。

## 概要
名古屋近郊の丘陵地帯にある約428ヘクタールの森林の中に、スポーツ関連の様々な施設のほか、植物園や遊園地などがある。公園部面積は187ヘクタール。公園施設部分は指定管理者制度を導入し、ウッドフレンズグループ（株式会社ウッドフレンズと株式会社建光社の共同事業体）が、ゴルフ施設部分はPFI事業として森林公園ゴルフ場運営株式会社」が管理・運営を行っている。なお、森林公園の広さは尾張旭市の6分の1もの大きさになる。

## 沿革
- 1934年（昭和9年） - 開園。
- 1952年（昭和27年） - ゴルフ場オープン。
- 1986年（昭和61年） - 植物園にある森が、「森林浴の森100選」に選ばれる。
- 2007年（平成19年）4月1日 - 年間パスポート券の発行開始。ゴルフ場がPFI事業によりリニューアル。
- 2019年（令和元年）6月2日 - 第70回全国植樹祭が当公園で開催された[4][5]。

## 主な施設

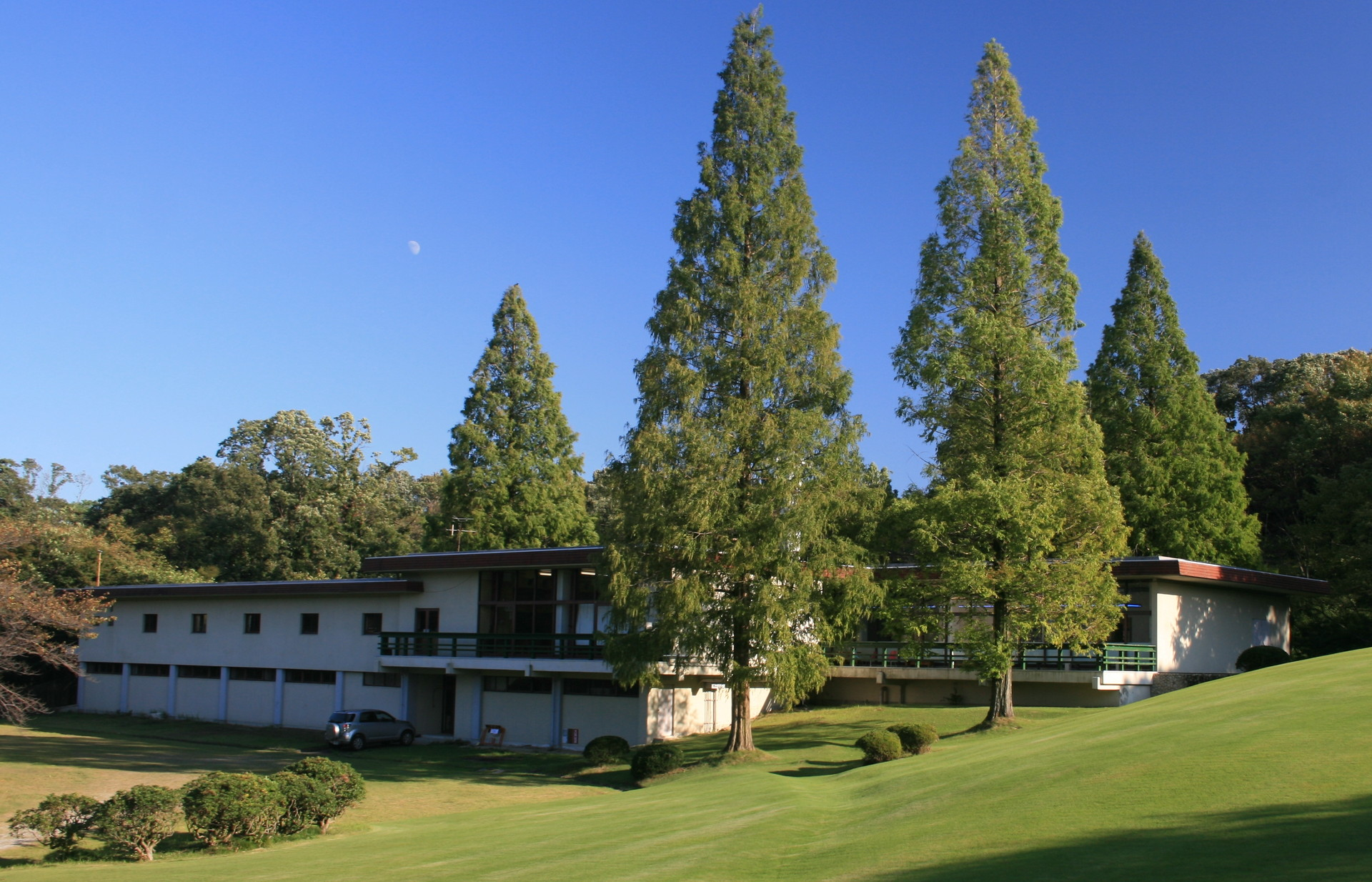
植物園内の展示館とメタセコイア

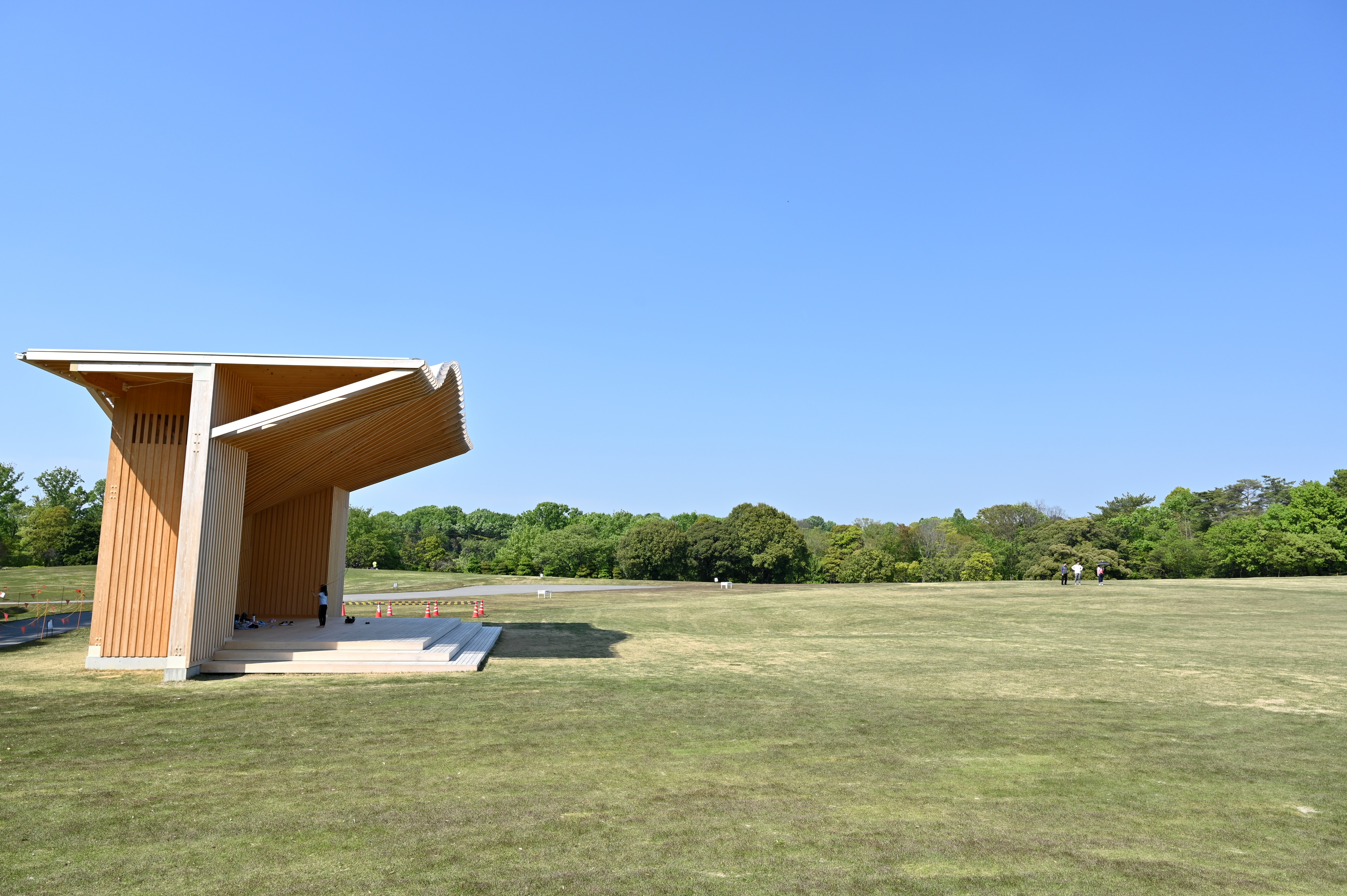
植物園内の広芝生

### ゴルフ施設
- ゴルフ場
- ゴルフ練習場

### 運動施設
- 野球場
- テニスコート
- 弓道場
- 乗馬場
- 運動広場

### 一般公園施設
- 芝生広場
- センター広場
- 沈床花壇
- 児童遊園地
- 子供の家
- 野外演舞場
- ボート池

### 植物園施設
- 植物園

## 交通手段

### 公共交通機関
- 名鉄バスセンター（名古屋駅）
  - 名鉄バス（基幹バス）「尾張旭向ケ丘」行き -「森林公園南門」バス停下車、植物園南門まで徒歩で約5分。名鉄瀬戸線 尾張旭駅北口からも乗車可能、なお、尾張旭駅から植物園南門まで徒歩で約20分。
- 名鉄瀬戸線 - 三郷駅
  - 森林公園正門まで徒歩で約25分。または尾張旭市営バス「あさぴー号」東ルート - 「森林公園」バス停下車。[6] なお、愛知県道75号春日井長久手線の西本地橋南交差点（国道363号（通称：瀬港線））から森林公園付近までは森林公園通りという名称がつけられている。
- 名鉄瀬戸線 - 新瀬戸駅または愛知環状鉄道・愛知環状鉄道線 - 瀬戸市駅
  - 瀬戸市コミュニティバス・こうはん線「イオン瀬戸みずの店」行き - 「東山町」バス停下車、運動公園ハウスまで徒歩で約15分。
- 愛知高速交通東部丘陵線（リニモ） - 長久手古戦場駅
  - 名鉄バス（85系統）「尾張旭向ケ丘」行き -「森林公園南門」バス停下車、植物園南門まで徒歩で約5分。名鉄瀬戸線 尾張旭駅北口からも乗車可能。
- 名古屋市営バス
  - 志段味巡回系統 - 「南原」バス停下車、植物園北門まで徒歩で約19分。
  - ゆとりーとライン・藤丘12号系統 - 「上志段味」バス停下車、徒歩で約30分。
  - ゆとりーとライン・藤丘12号系統 - 「中志段味」バス停下車、徒歩で約34分[7]。

### 自家用車
- 東名高速道路 - 守山スマートインターチェンジから約15分、 春日井インターチェンジから約25分、名古屋インターチェンジから約30分。
- 名古屋第二環状自動車道（名二環） - 大森インターチェンジから約20分。
- 東海環状自動車道 - せと品野インターチェンジから約20分、せと赤津インターチェンジから約25分。